# Simplified (album)
Albums de Simply Red
Home
(2003) Stay
(2007)
Simplified est le neuvième album studio du groupe britannique Simply Red, sorti en 2005.

## Titres
| No  | Titre                     | Durée |
| --- | ------------------------- | ----- |
| 1.  | Perfect Love              | 3:13  |
| 2.  | Something Got Me Started  | 3:45  |
| 3.  | Holding Back the Years    | 4:19  |
| 4.  | More                      | 4:19  |
| 5.  | A Song for You            | 4:08  |
| 6.  | Your Mirror               | 4:15  |
| 7.  | Fairground                | 5:15  |
| 8.  | My Perfect Love           | 3:38  |
| 9.  | Smile                     | 3:10  |
| 10. | Sad Old Red               | 5:45  |
| 11. | For Your Babies           | 4:25  |
| 12. | Ev'ry Time We Say Goodbye | 3:06  |